# Didier Lupi Second
Didier Lupi Second (ca. 1520 - después de 1559) fue un músico francés de la segunda mitad del siglo XVI. Se supone que fue maestro de capilla de alguna de las iglesias de Lyon o al menos que residió en aquella capital, y dejó las siguientes obras: Chansons spirituelles de Gullaume Guerreta Mises en musique à cuatro parties (Lyon, 1548). Tiers livre, contienen trente et cinq chansons à 4 parties (Lyon, 1548). Psalme trente du Royal Prophète David (Lyon, 1549), y varias canciones.